# Ute Astrid Rall
Ute Astrid Rall (* 6. Februar 1961) ist eine deutsche Filmeditorin aus Berlin.

## Leben
Ute Astrid Rall absolvierte zunächst ein Architekturstudium. Sie wurde ab 1989 im Filmschnitt aktiv, dabei die ersten Jahre noch als Schnitt-Assistentin. Zu ihren Arbeiten gehören überwiegend Fernsehfilme und Serien, darunter Alarm für Cobra 11 sowie mehrere Berliner Tatort und Ein starkes Team-Episoden.

## Filmografie (Auswahl)
- 1992: Kinderspiele
- 1994: Rosa Roth – In Liebe und Tod
- 1996: Tatort: Der Phoenix-Deal
- 1996: Tatort: Buntes Wasser
- 1997–1999: Alarm für Cobra 11 – Die Autobahnpolizei (Fernsehserie, 8 Folgen)
- 2000: Der Runner
- 2001: Ein starkes Team: Lug und Trug
- 2002: Operation Rubikon
- 2003: Ein starkes Team: Kollege Mörder
- 2003: Ein starkes Team: Das große Schweigen
- 2004: Das Bernstein-Amulett
- 2004: Die Kinder meiner Braut
- 2005: Bis in die Spitzen (Fernsehserie, 8 Folgen)
- 2006: Ein starkes Team: Zahn um Zahn
- 2007: Suchkind 312
- 2007: Liebe ist das schönste Geschenk
- 2007: Meine böse Freundin
- 2010: Bella Vita
- 2011: Tatort: Mauerpark